# International News Service v. Associated Press
L'Arrêt International News Service contre Associated Press est un arrêt de la Cour suprême des États-Unis pris en 1918. Il pose la question du droit d'une agence de presse à reproduire les nouvelles diffusées par une autre agence sans payer. La Cour suprême répondit que l'Associated Press avait le droit de protéger le coût de la recherche de l'information car ne pas le payer du tout rendrait sa recherche prohibitif.

## Faits
Pendant la Première Guerre mondiale, la revue Harper's Weekly révéla que l'agence de presse International News Service (INS) se basait sur de faux correspondants en Europe, et diffusait de faux reportages, en réalité des informations réécrites à partir de nouvelles de l’Associated Press. William Randolph Hearst, propriétaire de l'International News Service n’avait pas répondu à ces accusations. 
L’Associated Press lui fait un procès.

## Décision de la Cour
La Cour suprême des États-Unis donna raison à l'Associated Press,. L'arrêt International News Service contre Associated Press estima que « le coût du service (la recherche de l'information) serait prohibitif si la récompense (sous forme de protection) devait être aussi limitée ». La décision est prise par cinq voix contre trois, le neuvième juré, John Clark, actionnaire d'un journal, n'ayant pas pris part au vote pour ne pas créer de conflit d'intérêts.
Le juge Mahlon Pitney, rédacteur de l'arrêt a reconnu que le droit de la propriété intellectuelle ne protège pas les informations, qui n'appartiennent à personne. Mais il a ouvert une jurisprudence du droit d'auteur qui fixe des limites au droit pour un client d'agence de presse d'utiliser des informations en les diffusant gratuitement, limites qui sont franchies lorsqu'il y a appropriation de ces nouvelles de façon tellement abusive qu'elle rend leur collecte matériellement impossible car la rémunération ne couvre plus les coûts.
Certains juristes estiment même qu'il a décrit l'information comme pouvant relever d'une « quasi-propriété », car découlant d'une démarche privée consistant à la rechercher. 
Cette jurisprudence, spécifique aux agences de presse, complète et corrige partiellement celle de l'arrêt Inter Ocean Publishing contre Associated Press, qui avait simplement mis l'accent sur le fait que les services des agences de presse sont quasiment des services publics.